# Phyllomyias burmeisteri
El mosquerito de Burmeister o mosqueta pico curvo (en Argentina y Paraguay) (Phyllomyias burmeisteri), es una especie de ave paseriforme de la familia Tyrannidae perteneciente al numeroso género Phyllomyias; el mosquerito de Zeledón (Phyllomyias zeledoni) fue separado de la presente especie. Es nativa del centro oriental y de regiones andinas del oeste de América del Sur.

## Distribución y hábitat
Se distribuye ampliamente en dos grandes regiones: el este y sureste de Brasil (desde el sureste de Bahía hasta el norte de Río Grande del Sur), sureste de Paraguay y extremo noreste de Argentina (Misiones), y a oriente de la cordillera de los Andes desde el noroeste de Bolivia (al sur desde La Paz) hasta el noroeste de Argentina (al sur hasta Tucumán).
Esta especie es considerada localmente bastante común en sus hábitats naturales: el dosel y los bordes de selvas húmedas montanas bajas y de estribaciones montañosas, hasta los 1300 m de altitud.

## Sistemática

### Descripción original
La especie P. burmeisteri fue descrita por primera vez por los ornitólogos alemanes Jean Cabanis y Ferdinand Heine en 1860 bajo el mismo nombre científico; la localidad tipo es:«Río de Janeiro, Brasil».

### Etimología
El nombre genérico masculino «Phyllomyias» se compone de las palabras del griego «φύλλον» (phúllon) que significa ‘hoja’, y de la forma neolatina «myias» que significa ‘atrapamoscas’, a su vez derivado del griego  «μυῖα, μυῖας» (muĩa, muĩas) que significa ‘mosca’; y el nombre de la especie «burmeisteri», conmemora al zoólogo y entomólogo alemán, radicado en Argentina Carlos Germán Burmeister (1807-1892).

### Taxonomía
La presente especie fue tratada por mucho tiempo en su propio género Acrochordopus, debido al tarso distintivamente serrillado, pero esta característica ahora no es considerada como un carácter genérico suficiente.
El grupo de subespecies P. burmeisteri zeledoni (incluyendo cinco subespecies: zeledoni, leucogonys, wetmorei, viridiceps y bunites), de distribución fragmentada desde Costa Rica hasta Perú, ya había sido tratado como la especie separada mosquerito de Zeledón (Phyllomyias zeledoni) por varios autores, entre ellos Ridgely & Greenfield (2001), y Ridgely & Tudor (2009), lo que fue confirmado más recientemente con base en diferencias vocales, morfológicas y genéticas, y seguido por las principales clasificaciones.
Las poblaciones de las yungas de Bolivia y Argentina, fueron descritas como una subespecie P. burmeisteri salvadorii Dubois, 1900, y parecen diferir apenas en algunas medidas, con salvadorii descrita como ligeramente mayor con cola más larga; pero el taxón es considerado un sinónimo.
Los estudios de Fitzpatrick (2004) sugieren que el género Phyllomyias es polifilético. Las especies Phyllomyias fasciatus, P. griseiceps, P. griseocapilla y P. weedeni no serían parientes cercanos del resto de las especies, lo que forzaría, en el caso de una separación, a la resurrección de géneros a las cuales ya pertenecieron en el pasado, como Tyranniscus , Acrochordopus y Xanthomyias.